# Arteria tiroidea ima
La arteria tiroidea ima, también conocida como arteria tiroidea media o arteria de Neubauer (TA: arteria thyroidea ima), es un vaso sanguíneo que se origina en el tronco arterial braquiocefálico. Ocasionalmente nace de la aorta, la arteria carótida común derecha, la arteria subclavia o la arteria torácica interna. No siempre está presente, y varía sustancialmente de tamaño. Cuando existe, su función es compensar la deficiencia o ausencia de uno de los demás vasos tiroideos.

## Estructura
Parte principalmente del tronco braquiocefálico, aunque también se ha descrito que tenga origen en el cayado aórtico, la arteria carótida común derecha, la subclavia, la arteria pericardiofrénica, el tronco tirocervical, la arteria escapular superior o la mamaria interna. Asciende por delante de la tráquea, a la que da pequeñas ramas, hasta el istmo de la glándula tiroides, donde se divide.
Puede variar de un tamaño tan pequeño como el de las arterias tiroideas accesorias a uno comparable con los vasos tiroideos primarios. El diámetro de la luz está en el rango de los 3-5 mm.
 Puede servir como una arteria accesoria o incluso suplir la incompetencia o ausencia de un vaso principal, especialmente de las arterias tiroideas inferiores debido a su localicación respecto al órgano, aunque también puede sustituir a las arterias tiroideas superiores. En estos casos se conoce como arteria tiroidea inferior accesoria.
Cuando el recorrido de la tiroidea ima es más corto e irriga el timo en lugar del tiroides, se conoce como arteria tímica accesoria.

## Importancia clínica
La arteria tiroidea ima solo aparece en el 3-10 % de la población. Tiene importancia quirúrgica debido a su pequeño tamaño y su existencia infrecuente, lo que puede causar complicaciones como hemorragias en cirugías de tórax, tráquea, tiroides o glándulas paratiroides. Es especialmente importante determinar su presencia durante una traqueostomía o una tiroidectomía. Ya que la arteria es más pequeña que otros vasos tiroideos y tiene origen en algunos de las arterias de mayor calibre, un corte abrupto puede causar una hemorragia grave. Si se secciona, puede desplazarse al interior del mediastino y agravar la situación al verter sangre a la cavidad torácica y generar coágulos en ella.

## En otros animales
La arteria tiroidea ima también se ha descrito en otros simios como gorilas, gibones, macacos o langures grises. También se han descrito variaciones en su origen en estos animales, ya sea en la aorta, carótidas o en el cuello.

## Historia
El anatomista alemán Johann E. Neubauer fue el primero en describir la arteria tiroidea ima en 1772. Por ello también se la conoce a veces como arteria tiroidea de Neubauer.